# Copytest (Werbeforschung)
Als Copytest bezeichnet man in der Marketing-Kommunikation (Werbung) ein Testverfahren, bei dem die Wirkung einer Werbevorlage (meist Werbe-Spots, Anzeigen oder Plakate) auf die anvisierte Zielgruppe untersucht wird. Das Ziel ist es, die Werbewirkung verschiedener möglicher Werbesujets zu testen, um eine definitive Wahl zu treffen. Dabei wird mit modernen Testmethoden überprüft, ob die Werbevorlage einen bleibenden Werbeeindruck hinterlässt und bei den Testpersonen zu einer Aktion (etwa Kauf eines Produkts) oder einer Image-Steigerung führt.